# Pierre de Félice
Pierre de Félice est un homme politique français, né le 13 décembre 1896 à Enghien-les-Bains (Seine-et-Oise) et décédé le 12 janvier 1978 à Paris.

## Biographie
Né dans une famille protestante, fils de pasteur, Pierre de Félice suit des études qui le mènent à l'école libre des sciences politiques, puis à un doctorat en droit.
Avocat au barreau de Paris en 1926, il s'engage en politique peu après en adhérant au Parti radical. Intellectuel spécialiste du droit rural et de l'économie agricole, il est aussi un partisan de la construction européenne. En 1928, il publie un ouvrage, Réalisme, dans lequel il défend cette idée. Par la suite, il prononce de nombreuses conférences un peu partout en France.
En 1932, il se présente aux législatives dans le Loiret, département d'où est originaire sa famille. Bien qu'ayant pris le dessus sur le sortant de droite, François Gaumet, il est battu au second par Léon Pellé, candidat de l'Alliance démocratique, pour lequel Gaumet s'était désisté.
Il devient alors un des collaborateurs du ministre de l'Agriculture, le radical Abel Gardey, puis de son successeur, Henri Queuille, jusqu'en novembre 1934.
En 1936, il se présente à nouveau aux législatives, sans succès face à Léon Pellé, réélu au premier tour.
Il s'éloigne alors un peu de la politique et se consacre à ses travaux sur l'agriculture, et participe à des émissions de radio à ce sujet.
En 1945, il est candidat malheureux aux cantonales, dans le canton de Beaugency, puis, l'année suivante, figure en position non-éligible sur la liste radicale menée par Pierre Dezarnaulds pour l'élection de la seconde constituante.
En décembre, il entre au Conseil de la République, élu sur le quota national du Parti radical. Membre du groupe du Rassemblement des gauches républicaines, il est réélu en 1948.
Il est notamment à l'origine de la loi du 1er septembre 1948 sur les loyers. Mais il s'intéresse aussi aux questions agricoles, ainsi qu'à la construction européenne, qu'il continue de défendre.
Spécialiste des baux ruraux, il tiendra après Renée Mirande et Jean Duplaix, tous deux avocats à la Cour, la rubrique juridique du journal agricole et rural La Terre.
En 1951, il est en troisième position sur la liste d'union des radicaux et de l'UDSR menée par deux députés sortants, Dézarnaulds et Pierre Chevallier. Grâce au large apparentement des listes de la « troisième force », il est élu député.
A l'Assemblée, il s'intéresse principalement aux questions agricoles, sans délaisser la construction européenne, sujet sur lequel il prononce en novembre 1953 un grand discours.
En 1956, du fait du retrait de Dézamaulds, il mène la liste radicale dans le Loiret, sans le soutien de l'UDSR qui se présente séparément. Les deux listes sont cependant apparentées, ainsi que celle de la SFIO, dans le cadre du « Front républicain » mené par Mendès-France. C'est ce qui permet à Félice, qui n'obtient que 10,6 % des voix, de conserver son siège de député.
Le nouveau président du conseil, Guy Mollet, le nomme sous-secrétaire d'Etat à la reconstruction et au logement. A ce poste, il présente le projet de loi, adopté le 7 août 1957, sur la construction de logement et d'équipements collectifs. En février 1957, il est nommé secrétaire d'Etat aux affaires étrangères puis, en juin, à l'agriculture dans le gouvernement de Maurice Bourgès-Maunoury, fonction qu'il exerce jusqu'au remplacement du gouvernement, en novembre.
Il soutient le retour de Charles de Gaulle au pouvoir en 1958, mais perd son mandat de député lors des législatives de novembre, battu au premier tour avec un peu plus de 10 % des voix.
Candidat aux sénatoriales de l'année suivante, il obtient 26,2 % des voix, ce qui est insuffisant pour être élu.
Il est plus heureux en 1965 : avec 51,6 % des voix au second tour, il est élu sénateur. Dans la Haute assemblée, il continue d'intervenir principalement sur les questions agricoles et de logement.
Sur des questions plus politiques, il défend, en 1966, avec Etienne Dailly, l'amnistie pour les partisans de l'Algérie française pendant la guerre, tout en faisant porter la responsabilité de leur dérive sur l'ambiguïté des positions de de Gaulle lors de son retour au pouvoir. Dans un même souci de réconciliation, il défend l'acquisition automatique de la nationalité française pour les anciens musulmans de droits local d'Algérie qui vivent en France.
Après Mai 68, il critique la politique de répression menée selon lui par Raymond Marcellin, ministre de l'Intérieur, et notamment la loi anti-casseurs. Il estime à cette occasion que l'Etat devient « l'associé des puissants contre les faibles ».
Toujours très attaché à la construction européenne, il est délégué au Conseil de l'Europe en 1972. Cette même année, il appelle à voter blanc au referendum sur l'élargissement du Marché commun, pour contester la timidité de Georges Pompidou en la matière.
En 1974, candidat au renouvellement de son mandat de sénateur, il est sèchement battu, n'obtenant que 23,2 % des voix au premier et unique tour.
Son fils, Jean-Jacques, sera avocat et défenseur des droits de l'Homme, vice-président de la Ligue des Droits de l'Homme dans les années 1980.
Sa fille, Hélène, sera elle aussi militante au Mouvement des radicaux de gauche et élue municipale à Beaugency.

## Principales publications
Réalisme, Grasset, 1928
Le Bénéfice commercial imposable (Décret de codification annoté), Dalloz, 1929
L'Agriculture à l'étranger. Enseignements à tirer sur les agriculteurs français des expériences agricoles de l'étranger, J.-B. Baillière et fils, 1930.
L'Artisanat rural, Dalloz, 1930.
Guide pratique de l'aide financière en faveur du logement rural et des bâtiments d'exploitation agricole, Editions Aframpe 1957

## Mandats
- Sous-secrétaire d'État à la Reconstruction dans le gouvernement Guy Mollet du 30 janvier 1956 au 22 février 1957
- Secrétaire d'État aux Affaires étrangères dans le gouvernement Guy Mollet du 22 février au 12 juin 1957
- Secrétaire d'État à l'Agriculture dans le gouvernement Maurice Bourgès-Maunoury du 17 juin au 6 novembre 1957
- Sénateur du Loiret de 1946 à 1951 puis de 1965 à 1974
- Député radical du Loiret de 1951 à 1958